# Kew Gardens (stacja)
Kew Gardens – stacja kolejowa i jednocześnie stacja metra w Londynie, obsługująca linię metra District oraz linię kolejową North London Line, na której przewozy prowadzi London Overground. Ulokowana jest niedaleko Królewskich Ogrodów Botanicznych w Kew (ok. 500 jardów) oraz Archiwów Narodowych (ok. 600 jardów). Znajduje się na granicy trzeciej i czwartej strefy biletowej.
Stacja została oddana do użytku przez London and South Western Railway 1 stycznia 1869 roku
. Przebiegała przez nią linia łącząca Kensington (Olympia) i Richmond.